# Poklek nad Blanco
Poklek nad Blanco este o localitate din comuna Sevnica, Slovenia, cu o populație de 209 locuitori.